# Tour de Colombie 1970
Le Tour de Colombie 1970, qui se déroule du 27 avril au 10 mai 1970, est une épreuve cycliste remportée par le Colombien Rafael Antonio Niño. Cette course est composée de treize étapes.